# Papegaaizwammetje
Het papegaaizwammetje (Gliophorus psittacinus) is een plaatjeszwam uit de familie Hygrophoraceae. Het komt voor in onbemeste kortgrazige weilanden, wegbermen, duinvalleien en op dijkhellingen.

## Kenmerken
De kleur van de paddenstoel is aanvankelijk felgroen maar verkleurt naar olijfbruin en citroengeel. Oude exemplaren verbleken tot vaal geeloranje met witte of lila vlekken, maar het bovenste deel van de steel blijft groen. De hoed is halfbolvormig en 1 tot 4 cm breed met een doorschijnend gestreepte rand, het oppervlak van de zwam is glad en bij vochtig weer slijmerig. Ook de steel is slijmerig, de basis is bleekgeel of oranje en de top blauwgroen of groen gekleurd. De plaatjes zijn groen tot wasgeel of oranje en smal aangehecht aan de steel. De paddenstoel is geurloos en enigszins giftig. 

## Ecologie
Het papegaaizwammetje is vooral te vinden op schrale grazige plaatsen waar de bodem gedurende lange tijd met rust is gelaten. Het is een kritische soort die zich op nieuwe geschikte plaatsen pas na 20 jaar vestigt. Bij een ingezet verschralingsbeheer van vermeste graslanden duurt het vele jaren voordat het zwammetje zich weer laat zien. Is het aanwezig dan zijn er vaak ook andere  graslandpaddenstoelen te vinden.

## Verspreiding
In Nederland komt het papegaaizwammetje algemeen voor. Het staat op de Nederlandse Rode Lijst van paddenstoelen in de categorie gevoelig.